# Parque marino

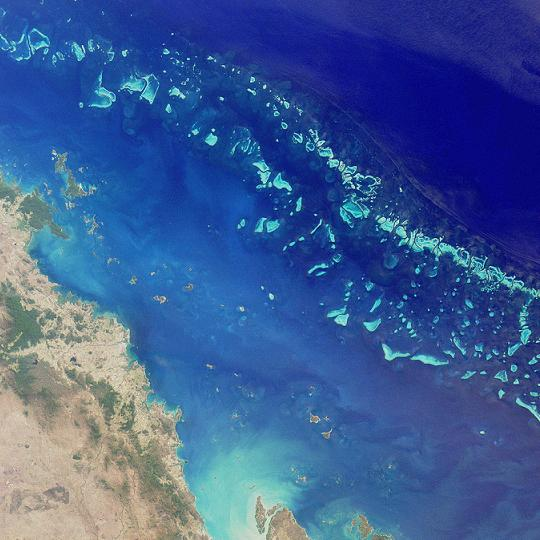
Imagen satelital de la Gran Barrera de Coral (Great Barrier Reef)

Un parque marino es un parque en el cual un área de mar o lago está protegida o es exclusiva tanto para fines de uso recreacional como para preservar un hábitat específico y asegurar que el ecosistema sea sostenido para los organismos existentes en él. La mayoría de los parques marinos son designados por gobiernos y organizaciones como parques nacionales «acuáticos».

## Parques marinos en el mundo
Hay varios parques nacionales en el mundo en este caso los acuáticos se encuentran en zonas extensas principalmente en los mares que tienen una gran variedad de vida tanto animal como vegetal como los corales y algas.

### Gran barrera de coral
La Gran Barrera de Coral (Great Barrier Reef) es el mayor arrecife de coral del mundo. El arrecife está situado en el Mar del Coral, frente a la costa de Queensland al noreste de Australia, al sureste de Nueva Guinea occidental y al sur de Papúa Nueva Guinea. El arrecife, que se extiende sobre unos 2600 kilómetros de longitud, puede ser distinguido desde el espacio.
Tiene un hábitat muy rica en gran cantidad de especies, es posible encontrar una gran cantidad de peces que se estima en 1500 distintas especies y más de 4000 especies de moluscos. Además de unas 400 especies de coral. Especies en peligro de extinción, también es posible encontrar en la barrera, especies como dugongo y la gran tortuga verde.

### Gran agujero azul
El Gran Agujero Azul es un gran sumidero o "agujero azul" de la costa de Belice. Se encuentra cerca del centro del arrecife Lighthouse, un pequeño atolón ubicado a 100 kilómetros de la costa continental y la Ciudad de Belice. El agujero es de forma circular, y cuenta con más de 300 metros de ancho y 125 metros de profundidad.

### Sistema de Reservas de la Barrera del Arrecife de Belice
El Sistema de Reservas de la Barrera del Arrecife de Belice es una serie de arrecifes de coral que se ubican a una distancia variable de la costa de Belice, unos 300 metros de la costa en el norte y a unos 40 kilómetros en el sur. Tiene una longitud aproximada de 300 kilómetros, haciéndolo el segundo sistema de arrecife de coral más grande en el mundo después de la Gran Barrera de Coral de Australia.
El arrecife coralino de Belice es el hábitat de una gran variedad de plantas y de animales, es el ecosistema más diverso del mundo:
- 70 especies de coral duro.
- 36 especies de coral blando, con la especie Alcyonacea.
- 500 especie de peces.
- Cientos de especies de invertebrados.

Se estima que solo se ha descubierto el 10% de todas las especies, por lo que todavía se debe de investigar el 90% restante.

### Banco Chinchorro
El Banco Chinchorro es una barrera de arrecifes de coral, que forma parte de la reserva de arrecifes de México, la segunda cadena de arrecifes más grande del mundo.
La reserva de la biosfera de Banco Chinchorro se encuentra en el estado de Quintana Roo, en el municipio de Othón P. Blanco. Es parte de los atractivos naturales del mar Caribe, particularmente de los que se encuentran en la Península de Yucatán, y del gran sistema de arrecifes mesoamericano, o reserva de arrecifes de Belice. Se encuentra en la reserva de Xcalak, justo frente a la playas Río Huach y Majahual.
El Banco Chinchorro es el atolón más grande de México y el segundo más grande del planeta.

### Isla Contoy
El parque nacional Isla Contoy abarca la totalidad de la superficie de la Isla Contoy y 4,900 ha del mar circundante a la misma. Se encuentra en los límites de las aguas cálidas del mar Caribe y las aguas menos cálidas del Golfo de México, el arrecife cercano y ubicado al sur de la isla llamado Ixlaché forma parte de la segunda barrera de arrecifes más grande del mundo.

### Parque nacional Costa Occidental de Isla Mujeres, Punta Cancún y Punta Nizuc
El parque nacional Costa Occidental de Isla Mujeres, Punta Cancún y Punta Nizuc forma parte de la barrera arrecifal denominada “Gran Cinturón de Arrecifes del Atlántico Occidental” (también conocido como “Gran Arrecife Maya” y pertenece al “Sistema Arrecifal Mesoamericano”) considerada como la segunda barrera arrecifal más grande del mundo.

### Parque nacional Arrecife de Puerto Morelos
El parque nacional Arrecife de Puerto Morelos forma parte de la barrera arrecifal denominada “Gran Cinturón de Arrecifes del Atlántico Occidental” (también conocido como “Gran Arrecife Maya” y pertenece al “Sistema Arrecifal Mesoamericano”) considerada como la segunda barrera arrecifal más grande del mundo, así mismo esta sección de la barrera, ubicada frente a Puerto Morelos, se extiende al norte hasta la colindancia con el parque nacional Costa Occidental de Isla Mujeres, Punta Cancún y Punta Nizuc, y a 40 km al sureste se encuentra el parque nacional Arrecifes de Cozumel.

### Parque nacional Arrecifes de Cozumel
El parque nacional Arrecifes de Cozumel se considera como parte de la barrera arrecifal denominada “Gran Cinturón de Arrecifes del Atlántico Occidental” (también conocido como “Gran Arrecife Maya” y pertenece al “Sistema Arrecifal Mesoamericano”). La isla de Cozumel se encuentra en su mayor parte rodeada de arrecifes de coral, no obstante el área del parque se encuentra comprendida en la mitad sur de la isla, al sur de los muelles internacionales, y rodeando las costas occidente, sur y una porción de la costa oriental.
El área comprende 12,000 hectáreas de arrecifes, dicha barrera cuenta con 25 diferentes arrecifes, los cuales rodean la isla. En cuanto a la fauna, podemos encontrar diferentes especímenes, como: el Coral Negro (70 especies diferentes) y diferentes tipos de peces. En la isla podemos encontrar diferentes actividades, entre las más destacadas están: el buceo, la natación, el snorkel y otros diferentes deportes acuáticos. Está zona requiere de atenciones y cuidados específicos, en ella podemos encontrar diferentes arrecifes:
Arrecife Barracuda,
Arrecife San Juan, 
Arrecife Pared de Villa Blanca,
Arrecife Paraíso, 
Balones de Chankanaab, 
Arrecife Tormentos,
Arrecife Yucab, 
Arrecife San Francisco, 
Arrecife Santa Rosa,
Arrecife Paso de Cedral, 
Arrecife Palancar,
Arrecife Colombia,
Arrecife Punta Sur,
Arrecife Chun Chacab.

## Turismo
Aunque por lo general es suficiente con determinar los límites del parque marino e informarlos a los barcos pesqueros y otras embarcaciones, algunos parques han desarrollado esfuerzos adicionales para dar a conocer sus atracciones a los visitantes. Estas iniciativas van desde los barcos con suelo de cristal y submarinos pequeños, a tubos con vista submarina.
Estos parques son muy importantes ya que dan una gran economía al país o región donde se encuentra ya hay varios países que dependen del turismo.